# Bruderwald mit Naturwaldreservat Wolfsruhe
Bruderwald mit Naturwaldreservat Wolfsruhe este o arie protejată (arie specială de conservare — SAC, sit de importanță comunitară — SCI) din Germania întinsă pe o suprafață de 464,82 ha, integral pe uscat.

## Localizare
Centrul sitului Bruderwald mit Naturwaldreservat Wolfsruhe este situat la coordonatele 49°51′16″N 10°54′21″E / 49.8544°N 10.9058°E.

## Înființare
Situl Bruderwald mit Naturwaldreservat Wolfsruhe a fost declarat sit de importanță comunitară în martie 2001 pentru a proteja 6 specii de animale. Situl a fost protejat și ca arie specială de conservare în aprilie 2016.

## Biodiversitate
Situată în ecoregiunea continentală, aria protejată conține 3 habitate naturale: Păduri de fag Luzulo-Fagetum, Păduri de stejar sau de stejar și carpen sub-atlantice și medio-europene de Carpinion betuli, Păduri de stejar și carpen Galio-Carpinetum.
La baza desemnării sitului se află mai multe specii protejate:
- păsări (4): ciocănitoarea de stejar (Dendrocopos medius), ciocănitoare neagră (Dryocopus martius), gaia neagră (Milvus migrans), ciocănitoare verzuie (Picus canus)
- mamifere (1): liliac cu urechi mari (Myotis bechsteinii)
- nevertebrate (1): rădașcă (Lucanus cervus)

Pe lângă speciile protejate, pe teritoriul sitului au mai fost identificate 6 specii de mamifere.